# Aeroporto di Mykonos
L'aeroporto di Mykonos (IATA: JMK, ICAO: LGMK) è un aeroporto della Grecia, che si trova a 4 km dall'omonima città. Serve voli verso destinazioni metropolitane nazionali ed europee poiché l'isola è una popolare destinazione per il tempo libero.

## Storia e descrizione
È stato aperto nel 1971. È dotato di una pista lunga 1903 m e di due terminal: uno per i voli nazionali e uno per quelli internazionali. Durante l'estate i voli internazionali si intensificano, in particolare quelli provenienti dagli aeroporti italiani, tedeschi ed inglesi. Dall'estate 2018 sono operativi anche i voli (stagionali) per Doha.

## Come arrivare
L'aeroporto dista dal centro della città circa 5 minuti d'auto. Ci sono servizi pubblici che effettuano il trasporto, autobus che partono dal capolinea fabrika o in alternativa è possibile prendere un taxi al costo che varia dai 5 € ai 10 €, oppure noleggiare un'auto o uno scooter presso uno dei tanti autonoleggi presenti.

## Servizi
Il terminal passeggeri include un duty free, nel quale si possono acquistare profumi, alcolici, souvenir, cosmetici; un help desk; un bagno dove poter cambiare i neonati; un bancomat.